# 7. april
7. april er dag 97 i året i den gregorianske kalender (dag 98 i skudår). Der er 268 dage tilbage af året.
- Hegesippus' dag. Dagen er opkaldt efter kirkehistorikeren Egesippus (el. Hegesippus). Han var jøde og kom fra Jerusalem. Senere konverterede han til kristendommen og blev rådgiver for Pave Anicetus. Egesippus betragtes som en af de store kirkefædre, og han opholder sig i Rom gennem en årrække, og her dør han også omkring år 180.

- FN's internationale Verdenssundhedsdag.

### Begivenheder
Født - Dødsfald
- 0451 - Attila plyndrer Metz og andre byer i Gallien.
- 0529 - Første udkast til Corpus Juris Civilis (et grundlæggende værk indenfor Romerretten) udstedes af den østromerske kejser Justinian 1.
- 1054 - Kinesiske historieskrivere beretter om en eksplosion af en supernova i stjernebilledet Tyren.
- 1141 - Matilde af England bliver den første kvindelige regent i England. Hun opnår tilnavnet 'Lady of the English'.
- 1348 - Den tysk-romerske kejser Karl IV giver tilladelse og privilegier til oprettelsen af et universitetet i Prag, der senere i 1349 åbner som Karlsuniversitetet.
- 1521 - Ferdinand Magellan ankommer til øen Cebu i Filippinerne.
- 1795 - Frankrig beslutter at gå over til metersystemet.
- 1805 - Ludwig van Beethoven leder opførelsen af premieren på sin 3. symfoni Eroica på Theater an der Wien.
- 1827 - Tændstikker kommer for første gang til salg, fremstillet af John Walker i Stockton. Tændstikken er dog ikke speciel sikker og forbydes bl.a. i Frankrig og Tyskland.
- 1862 - Under den Amerikanske borgerkrig besejrer Nordstaternes Army of the Tennessee og Army of the Ohio Sydstaternes Army of Mississippi ved Slaget ved Shiloh i Tennessee.
- 1906 - Vesuv går i udbrud.
- 1906 - Algierkonferencen afsluttes, hvorved Frankrig og Spanien opnår kontrol over Marokko og giver Tyskland et diplomatisk nederlag.
- 1939 - Kort inden 2. verdenskrig invaderer Italien Albanien. De italienske aviser kalder det "en nødvendig forsvarshandling".
- 1945 - Under 2. verdenskrig når Den Røde Hær frem til Wien.
- 1945 - Under 2. verdenskrig sænkes det japanske slagskib Yamato af amerikanske fly under Operation Ten-Go.
- 1948 - WHO - World Health Organisation - stiftes af FN.
- 1954 - Den amerikanske præsident Dwight D. Eisenhower afholder pressekonference, hvor han redegør for dominoteorien.
- 1955 - Sir Winston Churchill fratræder som 80-årig posten som britisk premierminister grundet helbredsproblemer.
- 1963 - Jugoslaviens præsident Tito vælges til præsident på livstid.
- 1965 - Frederik 9. åbner på Louvre en udstilling med mere end 200 danske kulturgenstande fra oldtiden til i dag.
- 1969 - Den første Internetstandard, RFC 1, udsendes.
- 1972 - Ny folkeskolelov om undervisningspligt indtil niende skoleår.
- 1977 - Den vesttyske rigsadvokat Siegfried Buback og dennes chauffør skydes ned i sin bil af to medlemmer af Rote Arme Fraktion, mens bilen holder for rødt lys.
- 1978 - Den amerikanske præsident Jimmy Carter indstiller videreudviklingen af neutronbomben.
- 1982 - Alle private og offentlige sammenkomster på Fyn forbydes efter konstatering af 15. udbrud af mund- og klovsyge på øen.
- 1982 - Storbritannien erklærer 200-sømils blokade mod Falklandsøerne under Falklandskrigen.
- 1984 - Der rejses tiltale mod Cheminova for udledning af 3,6 tons insektgift.
- 1986 - Sinclair computers, som bl.a. fremstillede den populære ZX Spectrum, sælges til Amstrad.
- 1988 - Mikhail Gorbatjov og præsident Najibullah oplyser, at tilbagetrækning af sovjetiske tropper i Afghanistan vil begynde den 15. maj.
- 1989 - Den sovjetiske atomubåd K-278 Komsomolets synker i Barentshavet ud for Norge og 42 personer omkommer.
- 1990 - På vej fra Oslo til Frederikshavn hærges Scandinavian Star af en brand, der koster 158 mennesker livet.
- 1991 - Der indledes en operation, som skal yde bistand til kurdiske flygtninge i det nordlige Irak.
- 1994 - Under Folkedrabet i Rwanda begynder massakrer af Tutsier i Kigali i Rwanda.
- 1995 - Borearbejdet under Storebælt afsluttes.
- 2001 - Rummissionen Mars Odyssey opsendes fra Cape Canaveral.
- 2003 - Amerikanske tropper indtager under Irakkrigen Baghdad.
- 2006 - Plácido Domingo optræder i Operaen i København.
- 2009 - Den tidligere peruvianske præsident Alberto Fujimori idømmes 25 års fængsel for at have givet ordrer til landets sikkerhedsstyrker om at udføre kidnapninger og drab på civile.
- 2011 - Det israelske forsvar benytter deres Iron Dome-missilsystem til for første gang at nedskyde et missil afsendt fra Gazastriben.
- 2017 - En mand kører bevidst en lastbil ind i en menneskemængde i Stockholm; fem mennesker omkommer og femten bliver såret.

### Født
- 1506 - Francisco Xavier, spansk jesuitisk missionær (død 1552).
- 1652 - Clement 12., italienskfødt pave (død 1740).
- 1770 - William Wordsworth, engelsk poet (død 1850).
- 1847 - J.P. Jacobsen, dansk forfatter (død 1885).
- 1857 - Hans Andersen Brendekilde, dansk maler (død 1942).
- 1867 - Holger Pedersen, dansk lingvist (død 1953).
- 1884 - Bronisław Malinowski, polsk-engelsk antropolog (død 1942).
- 1889 - Gabriela Mistral, chilensk poet, diplomat og modtager af Nobelprisen i litteratur (død 1957).
- 1891 - Ole Kirk Christiansen, dansk virksomhedsgrundlægger (død 1958).
- 1893 - Allen Welsh Dulles, amerikansk CIA-direktør (død 1969).
- 1907 - Kaj Andresen, dansk folketingspolitiker og minister (død 1998).
- 1915 - Billie Holiday, amerikansk jazzsanger (død 1959).
- 1920 - Ravi Shankar, indisk sitarspiller og komponist (død 2012).
- 1928 - James Garner, amerikansk skuespiller (død 2014).
- 1928   - Alan J. Pakula, amerikansk filminstruktør og -producent (død 1998).
- 1932 - Henning Grove, dansk dyrlæge og minister (død 2014).
- 1936 - Henrik Voldborg, dansk meteorolog (død 2024).
- 1938 - Jerry Brown.
- 1939 - Francis Ford Coppola, amerikansk filminstruktør.
- 1939   - David Frost, engelsk tv-vært og -interviewer (død 2013).
- 1941 - Gorden Kaye, engelsk skuespiller (død 2017).
- 1944 - Gerhard Schröder, tysk forbundskansler.
- 1947 - Jacob Buksti, dansk universitetslektor og minister (død 2016).
- 1949 - Frans Gregersen, dansk lingvist.
- 1952 - Anne Baastrup, dansk folketingsmedlem for Socialistisk Folkeparti.
- 1954 - Jackie Chan, kinesisk skuespiller og kampkunstner.
- 1958 - Vibeke Hastrup, dansk skuespiller.
- 1961 - Troels Rasmussen, dansk fodboldspiller.
- 1962 - Mette Vibe Utzon, dansk journalist.
- 1963 - Fredrik Lundin, dansk jazzmusiker.
- 1964 - Russell Crowe, newzealandsk skuespiller.
- 1970 - Leif Ove Andsnes, norsk pianist.
- 1971 - Guillaume Depardieu, fransk skuespiller (død 2008).
- 1973 - Mick Øgendahl, dansk stand-up komiker.
- 2002 - Marie Højgaard Andersen, dansk skuespillerinde.

### Dødsfald
- 1498 - Karl 8., fransk konge (født 1470).
- 1614 - El Greco, spansk maler (født 1541).
- 1739 - Dick Turpin, engelsk landevejsrøver (født 1705) - hængt.
- 1891 - P.T. Barnum, amerikansk cirkusgrundlægger (født 1810).
- 1947 - Henry Ford, amerikansk bilfabrikant (født 1863).
- 1968 - Jim Clark, skotsk racerkører (født 1936).
- 2003 - Ib Eisner, dansk maler (født 1925).

|  | Denne datoartikel kan blive bedre, hvis der indsættes et (bedre) billede Du kan hjælpe ved at afsøge Wikimedia Commons for et passende billede eller uploade et godt billede til Wikimedia Commons iht. de tilladte licenser og indsætte det i artiklen. |